# Stanisław Krasiński (1534–1598)
Stanisław Krasiński herbu Ślepowron (ur. 1534 w Miszewie Murowanym, zm. 12 września 1598 w Krakowie) – brat Franciszka i Andrzeja, doktor obojga praw, archidiakon łęczycki, kanonik łowicki i gnieźnieński od 1562, sekretarz królewski od 1566, sekretarz Stefana Batorego, kanonik krakowski i kustosz płocki od 1571, archidiakon krakowskiej kapituły katedralnej od 1573, kanonik sandomierski od 1588 oraz prałat.

## Życiorys
Był synem stolnika ciechanowskiego Jana Krasińskiego. W 1550 zapisał się na studia na Akademię Krakowską. 23 września 1562 został kanonikiem gnieźnińskim, na sejmach 1563 i 1565 bronił dóbr kapitulnych przed egzekucją. W 1565 posłował do Rzymu jako wysłannik polskiego duchowieństwa; przed papieżem Piusem IV wygłosił  mowę; uzyskując zawieszenie dla Polski postanowień soboru trydenckiego przeciwko łączeniu beneficjów, a prócz tego 18 września 1565 otrzymał w Rzymie godność doktora obojga praw. W 1566 został sekretarzem królewskim dzięki poparciu brata Franciszka, sprawował funkcję wielkiego sekretarza (regenta kancelarii mniejszej). Na tym stanowisku uczestniczył w sejmie unijnym 1569 i elekcyjnym 1573. W 1568 został scholastykiem gnieźnieńskim, w 1571 kustoszem płockim i kanonikiem krakowskim, w 1573 był kanonikiem warszawskim i sandomierskim oraz archidiakonem krakowskim. Kapituła gnieźnieńska wysłała go na sejm w 1566 i koronacyjny w 1574, a krakowska na sejmy 1572, 1573 i 1582 oraz  na sejmik generalny małopolski 1576 a także na synody piotrkowskie 1577 i 1589 oraz na obrady Trybunał Koronnego w  1590.  W sierpniu 1591 r. nowy biskup krakowski Jerzy Radziwiłł mianował go zarządcą diecezji na czas swego pobytu we Włoszech oraz wikariuszem generalnym. Dwie ostatnie funkcje pełnił Krasiński od 8 listopada 1591 do śmierci. Zmarł w Krakowie lub okolicy 11 (lub 12) września 1598 r. Pochowany w katedrze wawelskiej, gdzie  ma epitafium a drugie późniejsze w Krasnem.